# Lilla Gnupens naturreservat
Lilla Gnupens naturreservat är ett naturreservat i Vansbro kommun i Dalarnas län.
Området är naturskyddat sedan 2025 och är 223 hektar stort. Reservatet omfattar berget med detta namn belägen på en udde i norra Stora Säxen och består av tallnaturskog.